# Yesterday
Pour les articles homonymes, voir Yesterday (homonymie).
Singles de The Beatles
Let It Be / You Know My Name (Look Up the Number)
(1970) Back in the U.S.S.R. / Twist and Shout
(1976)
Pistes de Yesterday and Today
Doctor Robert Act Naturally
Pistes de Help!
I've Just Seen a Face Dizzy Miss Lizzy
Yesterday est une chanson des Beatles, composée et interprétée par Paul McCartney mais créditée à Lennon/McCartney. Elle est parue sur l’album Help! le 6 août 1965 au Royaume-Uni. Aux États-Unis, elle paraît en single le 13 septembre 1965, avec Act Naturally en face B. Par la suite, elle est incluse sur l’album américain Yesterday and Today le 15 juin 1966.
Cette chanson est, d’après le Livre Guinness des records, la chanson la plus reprise de tous les temps. BMI a chiffré le nombre de reprises à trois mille seulement au XXe siècle. Elle fait aussi partie des titres les plus joués par les radios du monde entier avec 7 000 000 de diffusions à l'antenne. En 2012, BMI indique neuf millions de diffusions.
Yesterday est le premier enregistrement officiel des Beatles à être joué par un seul membre du groupe : Paul McCartney, au chant et à la guitare acoustique, seulement accompagné par un quatuor à cordes, sur une idée de George Martin. Le résultat diffère tellement des autres œuvres des Beatles que les membres du groupe décident de ne pas sortir la chanson en single dans leur pays. Elle l'est en revanche aux États-Unis en octobre 1965 et grimpe directement à la première place du Billboard Hot 100.
Il s'agit d'une ballade mélancolique, ayant pour sujet une rupture amoureuse. Sur un ton nostalgique, le chanteur regrette le temps où lui et sa bien-aimée étaient ensemble, avant qu'elle ne le quitte.

## Composition
Paul McCartney a raconté à maintes reprises qu'il avait rêvé cette chanson, alors qu'il logeait au dernier étage de la maison de la famille Asher — leur fille Jane était alors sa petite amie — au 57, Wimpole Street à Londres, et avait pu s'en souvenir dans sa totalité à son réveil, s'installant directement au piano placé à côté du lit. « Tout était là, une chanson complète. Je ne pouvais pas y croire ! »
Au départ, Paul croit qu'il a inintentionnellement plagié l'œuvre de quelqu'un d'autre. « Pendant un mois, j'ai demandé à plein de gens de l'industrie de la musique s'ils avaient déjà entendu ma chanson quelque part avant », raconte-t-il. « Finalement, c'était comme remettre un objet perdu à la police. Je me suis dit que si personne ne la réclamait avant un mois, elle m'appartenait. » Il précise aussi : « Premièrement, j'ai cherché pour la mélodie, et les gens m'ont dit « Non, c'est touchant, et je suis sûr que ça vient de toi ». Ça m'a pris un peu de temps pour me dire que ça venait de moi, mais j'ai finalement pris ma décision ; j'ai dit « OK, c'est moi qui l'ai écrite ! » Il n'y avait pas de paroles. J'ai pris l'habitude de l'appeler Scrambled Eggs, en répondant ainsi à la mère d'un ami qui lui proposait un plat aux œufs,.
Après s'être convaincu de ne pas avoir volé la chanson, Paul commence à écrire des paroles. Le « texte de travail », qui est donc intitulé Scrambled Eggs (œufs brouillés), est couché sur papier en attendant quelque chose de plus approprié, chose que Lennon et McCartney ont l'habitude de faire lors de la composition d'une chanson à cette époque.
Un piano est placé sur le plateau du film Help! début 1965, au cours du tournage, sur lequel Paul s'installe et joue constamment sa nouvelle chanson. Richard Lester, le réalisateur, se lasse de l'entendre continuellement avec ses paroles insensées — « scrambled eggs, oh, my baby how I love your legs » (« œufs brouillés, oh bébé j'aime tellement tes jambes... ») et perd patience, lui disant de finir la chanson faute de quoi il va enlever le piano.
John Lennon déclare plus tard que Yesterday a été long à achever : 

« La chanson a traîné pendant des mois et des mois avant que nous ne la terminions enfin. À chaque fois que nous écrivions ensemble des chansons pour une session d'enregistrement, celle-là revenait. On l'avait presque terminée. Paul a écrit presque toute la chanson, mais nous ne trouvions pas de bon titre. Nous l'avons appelée Scrambled Eggs et c'est devenu une blague entre nous. Ensuite on a pensé qu'un titre avec un seul mot pourrait aller, mais on ne trouvait pas le bon mot. Et un matin, Paul s'est réveillé et la chanson avec le titre étaient trouvés, terminés. J'étais triste d'une certaine façon, on avait eu tellement de plaisir avec ce titre. »

Paul McCartney raconte que les paroles finales lui sont venues lors d'un voyage au Portugal en mai 1965. Le 27 mai 1965, Paul et sa compagne Jane Asher arrivent à Lisbonne pour passer des vacances en Algarve, où il emprunte une guitare acoustique à Bruce Welch, leur hôte, guitariste des Shadows pour achever l'écriture de Yesterday.
Même si McCartney est la seule personne à l'origine de la chanson, le manager des Beatles, Brian Epstein, insiste pour qu'elle soit créditée  « Lennon/McCartney ». En effet, au début de leur prodigieuse carrière, les deux compères se sont promis de toujours signer les chansons du label « Lennon/McCartney » quel que soit l'auteur ou le compositeur de la chanson. Par la suite, McCartney essayera de changer les crédits en « Paul McCartney/John Lennon » pour son album Back in the World, l'opération, qui consiste juste à inverser les deux noms, échoue cependant face aux protestations de la veuve de Lennon, Yoko Ono.
Dans une interview qu'il donnera indiquant qui a fait quoi entre Paul et lui, John Lennon confirme que cette composition est de Paul seul, « one of his best » (une de ses meilleures), ajoute-t-il. Au plus fort de la querelle les opposant, après la séparation des Beatles, en 1971, une charge de John contre Paul reste fameuse. Il s'agit de la chanson How Do You Sleep? (« Comment dors-tu ? ») dans l'album Imagine où il lâche « The only thing you've done was Yesterday », ce qui peut être traduit à la fois comme « La seule chose que tu aies faite c'était hier » ou « Yesterday est la seule chose que tu aies faite ».
Quarante-deux ans plus tard, en octobre 2007, alors qu'il donne un concert à l'Olympia, Paul McCartney insiste encore sur la « chance » qu'il a eue d'avoir fait ce rêve, débouchant sur un des plus gros succès musicaux du XXe siècle.

## Contribution de George Martin
Yesterday est le premier enregistrement des Beatles officiellement créé et interprété par un seul membre, et George Martin a l'idée d'accompagner Paul et sa guitare avec un quatuor à cordes, initiative relativement iconoclaste en 1965 pour un groupe de rock. Paul McCartney n'a qu'une seule exigence : « Pas de vibrato ! Surtout pas de vibrato ! » insiste-t-il auprès du producteur qui devra donc demander au quatuor classique d'exécuter sa partie de manière inhabituelle. McCartney et Martin écrivent l'arrangement ensemble.
Sur les détails de la contribution de George Martin à sa chanson, Paul McCarney raconte :

« J'ai amené cette chanson dans le studio, et les autres membres du groupe m'ont suggéré de la chanter seul et de m'accompagner à la guitare. Après que je l'ai fait, George Martin m'a dit : « Paul, j'ai l'idée d'ajouter un quatuor à cordes sur cet enregistrement » et j'ai répondu : « Oh non, George, nous sommes un groupe de rock and roll, je ne crois pas que ce soit une bonne idée ». À la manière douce d'un grand producteur, il a ajouté : « On n'a qu'à essayer, et si ça ne marche pas, on ne l'utilisera pas et on s'en tiendra à ta version solo ». J'ai donné mon accord, et le jour suivant, nous sommes allés chez lui pour travailler sur l'arrangement. Il a pris les accords que je lui montrais et les a augmentés sur le piano, mettant le violoncelle sur l'octave du bas, le premier violon sur l'octave du haut, et m'a donné ma première leçon sur la façon d'arranger les cordes pour un quatuor. Quand nous l'avons enregistré à Abbey Road, c'était si passionnant de comprendre que cette idée était tellement appropriée, que j'ai fait le tour de mes amis pendant des semaines en leur parlant de ça. Son idée a évidemment bien marché, puisque Yesterday est ensuite devenu une des chansons les plus enregistrées de tous les temps, avec des versions de Frank Sinatra, Elvis Presley, Ray Charles, Marvin Gaye et des milliers d'autres. »

## Enregistrement

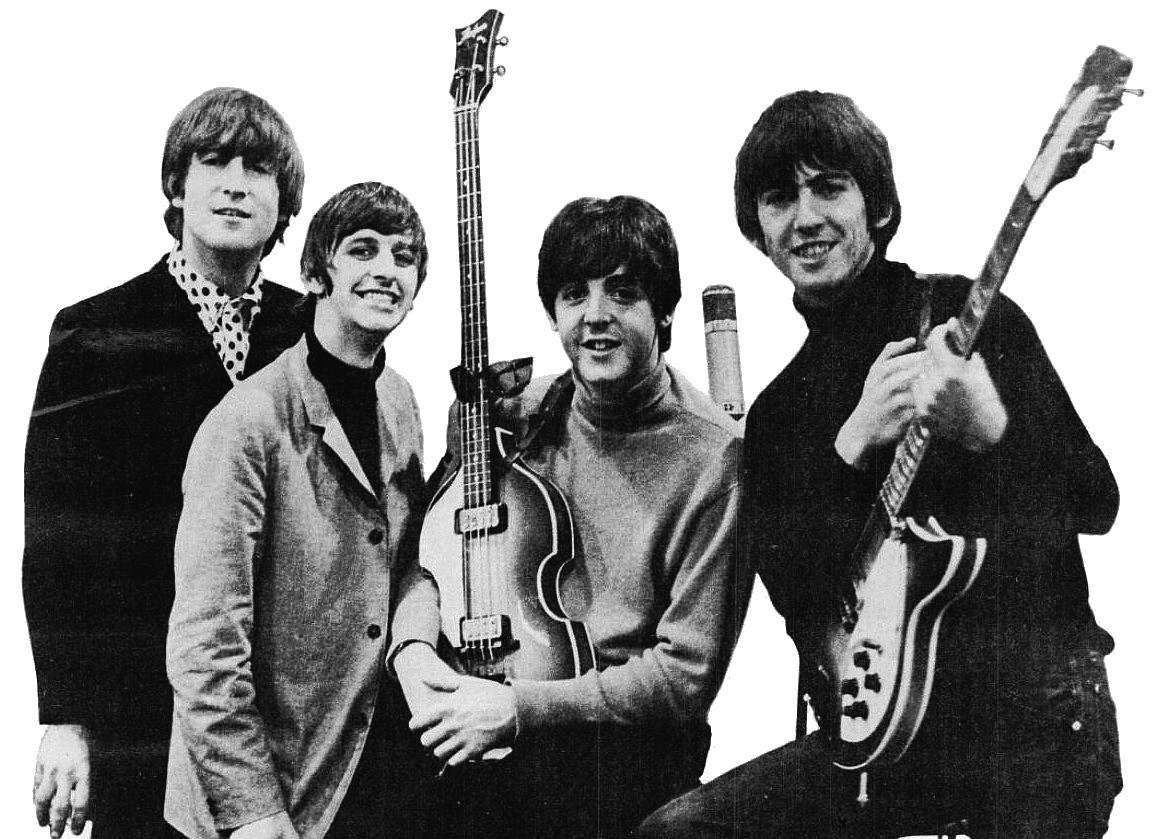
Les Beatles, dans une publicité datant de mai 1965.

Paul enregistre deux prises de Yesterday le 14 juin 1965,. La prise 2 est jugée meilleure et sera utilisée comme piste de base (« basic track »). Le quatuor à cordes est enregistré par-dessus la prise 2 pour la version finale publiée en 13e piste du disque Help!. La première prise figure sur la compilation Anthology 2, sans les cordes. Sur la prise 1, Paul peut être entendu en train d'apprendre les accords à George Harrison avant de commencer, mais celui-ci ne joue pas sur cette version. Sur la prise 1, deux vers sont mélangés : « There's a shadow hanging over me » avant « I'm not half the man I used to be » ; sur la première prise, on entend Paul rire de son erreur.

## Parution
Les Beatles ne souhaitent pas diffuser Yesterday — 13e et avant-dernière chanson de l'album Help! — comme un single car ce titre n'est pas dans le style de leurs chansons. Elle ne sort en 45 tours qu'aux États-Unis (et dans de nombreux autres pays mais pas au Royaume-Uni) où elle grimpe directement à la première place des charts. Elle sera finalement publiée en Angleterre en format 45 tours le 8 mars 1976 couplée à I Should Have Known Better en même temps qu'une réédition de tous les singles du groupe.
Fidèle à ses habitudes, Capitol Records retranche plusieurs chansons de sa version du disque Help!. En fait, toutes les chansons de la face B au grand complet sont éliminées du disque américain pour se retrouver finalement sur Beatles VI, Rubber Soul ou Yesterday and Today. La chanson Yesterday aboutira, comme le titre l'indique, sur ce dernier disque paru le 20 juin 1966. Elle sera finalement publiée en single au Royaume-Uni le 8 mars 1976 couplée à I Should Have Known Better.
Yesterday se retrouvera évidemment sur tous les disques des meilleurs succès du groupe (A Collection of Beatles Oldies, The Beatles 1962–1966 , Love Songs et 1) et on l'entend aussi sur Anthology 2 et sur le disque Love combinée à la chanson Blackbird.
Une courte version humoristique apparaît aussi sur l'enregistrement de noël de 1965 envoyé aux fans dans le Beatles Book.

### Publication en France
La chanson arrive en France en septembre 1965 sur la face A d'un 45 tours EP (« super 45 tours ») ; elle est accompagnée  de You've Got to Hide Your Love Away. Sur la face B figurent Dizzy Miss Lizzy et You Like Me Too Much. La photo de la pochette est prise aux Bahamas lors du tournage du film Help!. Ce même cliché orne le dos de l'album de la bande son américain,.
Elle est publiée à nouveau en février 1966 sur la face A d'un 45 tours EP ; elle est accompagnée  de The Night Before. Sur la face B figurent Act Naturally  et It's Only Love. La photo a été prise dans la plaine  Salisbury lors tournage du film Help! pour la scène où le groupe, protégé par l'armée, mime la chanson I Need You.

## Performances en concert
Durant leurs tournées de 1966, les Beatles interprètent Yesterday en concert, notamment lors de leurs deux prestations au Budokan de Tokyo. Les instruments à cordes accompagnant McCartney sur le disque sont alors remplacées par la formation classique : guitares, basse et batterie. Une version enregistrée au théâtre ABC pour l'émission de télévision  Blackpool Night Out  le 1er août 1965 est disponible sur Anthology 2.
Paul McCartney la reprendra de façon persistante durant ses années en solo, comme sur son album Wings over America ou Back in the U.S..

## Reprises, adaptations, hommages
La chanson fut notamment reprise par Elvis Presley, Boyz II Men, Marvin Gaye, Carla Thomas, The Bar-Kays, Marianne Faithfull, Ray Charles, Dandy Livingstone, Spirit, Jose Feliciano dans l'album Tribute to the Beatles, Frank Sinatra, McFly, etc. Gheorghe Zamfir la reprend également à la flûte de Pan dans l'album Pipe Dreams, accompagné par un orchestre classique.
Billy J. Kramer, déjà connu pour ses nombreuses interprétations de titres des Beatles, demanda en 1965 une chanson à McCartney. Celui-ci lui proposa Yesterday, mais Kramer la refusa, la jugeant trop peu commerciale.
En France, elle a été adaptée par Hugues Aufray en 1965 sous le titre Je croyais, reprise par Tino Rossi en 1969.
En hommage à cette chanson, Jean-Claude Petit a composé Il a neigé sur Yesterday (paroles: Michel Jourdan), interprétée par Marie Laforêt.
Dans Michèle, Gérard Lenorman chante « Un jour tu as eu dix-sept ans / Tes cheveux volaient dans le vent / Et souvent tu chantais : Oh ! Yesterday ! ».
Dans le film Il était une fois en Amérique, de Sergio Leone, le thème de Yesterday est repris plusieurs fois.
En 2013, Yesterday a été reprise par Lea Michele dans le premier épisode Love ! Love ! Love ! de la saison 5 de Glee . Le 9 février 2020, lors de la 92e cérémonie des Oscars, Billie Eilish interprète Yesterday, avec son frère Finneas au piano, en hommage à Kobe Bryant et à tous les artistes disparus pendant l'année écoulée.
En 2019 sort le film Yesterday de Danny Boyle, une uchronie qui dépeint un monde où les Beatles n'auraient jamais existé, sauf pour le personnage principal, l'obscur musicien Jack Malick. À la suite d'une panne de courant mondiale et d'un accident qui l'a laissé dans le coma, il se réveille dans ce monde parallèle, rejoint ses amis, leur joue Yesterday, et son destin bascule lorsqu'il réalise qu'ils n'ont jamais entendu cette chanson.
En 2025, elle est reprise en bachata par Prince Royce sur son album Eterno.

## Records
- D'après un classement effectué par le magazine Rolling Stone, Yesterday est la chanson la plus reprise de l'histoire de l'industrie musicale[18].
- Le Livre Guinness des records recense plus de 3 000 versions enregistrées[réf. nécessaire], ce qui en fait la chanson la plus reprise au monde.
- C'est aussi la chanson la plus diffusée de l'histoire internationale de la radio : diffusée aux alentours de sept millions de fois, de 1965 à 2000, selon BMI.